# Live at Wembley Arena
Live at Wembley Arena (omslagsbild) är ett livealbum med den svenska popgruppen Abba, utgivet 2014. 

## Historik
Detta är det andra albumet med liveinspelningar av gruppen efter Live från 1986. Till skillnad från Live, som innehåller utvalda framträdanden från världsturnéerna 1977 och 1979 samt konsertdelen i TV-programmet Dick Cavett meets Abba från 1981, innehåller Live at Wembley Arena en hel konsert från världsturnén 1979. Inspelningen gjordes vid gruppens konsert på Wembley Arena i London, Storbritannien, den 10 november 1979. Den enda sång från konserten som uteslutits på albumet är Not Bad at All, som skrevs och framfördes av Tomas Ledin, som ingick i kören. 

### Tidigare utgivet material
En del inspelningar från gruppens konsertturné 1979 har utgivits tidigare. Den första inspelningen att ges ut på skiva var Take a Chance on Me som gavs ut som B-sida på singeln I Have a Dream hösten 1979. Därefter gavs The Way Old Friends Do ut på albumet Super Trouper 1980. Framträdandet av Summer Night City gavs ut på samlingsalbumet Äntligen sommarlov! 1983.
På Live från 1986 är sju spår hämtade från turnén 1979; Dancing Queen, Take a Chance on Me, I Have a Dream, Does Your Mother Know, Chiquitita, Waterloo och The Name of the Game/Eagle.  
En del sånger förekommer i den av Sveriges Television producerade TV-dokumentären Abba in Concert som även utgivits på VHS och DVD. 

### Tidigare outgivet material
Bland de fjorton sånger som aldrig tidigare förekommit kommersiellt sticker Gammal fäbodpsalm och I'm Still Alive ut, då gruppen aldrig spelades in dessa i studion. Den senare skrevs av Agnetha Fältskog och Björn Ulvaeus till turnén, men därefter övergav gruppen sången. Den svenska sångerskan Kicki Moberg spelade in sången med svensk text av Ingela Forsman 1981, då med titeln Här är mitt liv.

## Låtlista
Alla sånger skrivna och komponerade av Benny Andersson och Björn Ulvaeus om ej annat anges.

### Skiva 1
1. Gammal fäbodpsalm (trad., arr. B. Andersson)
2. Voulez-Vous
3. If It Wasn't for the Nights
4. As Good as New
5. Knowing Me, Knowing You (skriven av B. Andersson, S. Anderson, B. Ulvaeus)
6. Rock Me
7. Chiquitita
8. Money, Money, Money
9. I Have a Dream
10. Gimme! Gimme! Gimme! (A Man After Midnight)
11. SOS (skriven av B. Andersson, S. Anderson, B. Ulvaeus)
12. Fernando (skriven av B. Andersson, S. Anderson, B. Ulvaeus)

### Skiva 2
1. The Name of the Game (skriven av B. Andersson, S. Anderson, B. Ulvaeus)
2. Eagle
3. Thank You for the Music
4. Why Did It Have to Be Me
5. Intermezzo No. 1
6. I'm Still Alive (skriven av A. Fältskog, B. Ulvaeus)
7. Summer Night City
8. Take a Chance on Me
9. Does Your Mother Know
10. Hole In Your Soul
11. The Way Old Friends Do
12. Dancing Queen (skriven av B. Andersson, S. Anderson, B. Ulvaeus)
13. Waterloo (skriven av B. Andersson, S. Anderson, B. Ulvaeus)

## Medverkande
Benny Andersson - Piano, Syntheseizer, Keyboards, Sång
Björn Ulvaeus - Gitarr, Sång
Agnetha Fältskog - Sång, Piano (I'm Still Alive)
Anni-Frid Lyngstad - Sång
Rutger Gunnarsson - Bas
Ola Brunkert - Trummor 
Lasse Wellander - Elgitarr 
Mats Ronander - Elgitarr
Anders Eljas - Piano, Syntheseizer, Keyboards
Åke Sundqvist - Percussion
Birgitta Wollgård - Bakgrundssång
Liza Öhman - Bakgrundssång
Tomas Ledin - Bakgrundssång
Claes af Geijerstam - Ljudtekniker

## Listplaceringar
| Land (2014)         | Placering |
| ------------------- | --------- |
| Belgien (Flandern)  | 16        |
| Belgien (Vallonien) | 28        |
| Danmark             | 16        |
| Finland             | 50        |
| Frankrike           | 87        |
| Nederländerna       | 12        |
| Schweiz             | 10        |
| Sverige             | 15        |
| Tyskland            | 9         |
| Österrike           | 9         |

### Fotnoter
1. ↑  http://www.allmusic.com/album/live-at-wembley-arena-mw0002696032
2. ↑  ABBA - The complete recording sessions, Carl Magnus Palm, 1994, sid 93.
3. ↑  ABBA - The complete recording sessions, Carl Magnus Palm, 1994, sid 122.